# William Hunter
William Hunter (East Kilbride, Escòcia; 23 maig de 1718 - Londres, Anglaterra; 30 de març de 1783) va ser un anatomista, il·lustrador i metge escocès.

## Biografia
Va néixer a East Kilbride, germà gran del cirurgià John Hunter. Després d'estudiar teologia a la Universitat de Glasgow, va començar a estudiar medicina en 1737 i va estudiar sota la tutela de William Cullen. Va rebre formació en anatomia al Hospital de St. George en Londres i es va especialitzar en obstetrícia.
En 1764, és nomenat metge de la Reina Carlota de Mecklenburg-Strelitz. Va ser triat professor oficial de la Royal Society en 1767 i professor d'anatomia de la Reial Acadèmia en 1768.
Va ser un gran col·leccionista. El seu llegat constitueix el nucli de la Hunterian Museum and Art Gallery de la Universitat de Glasgow.

## Controvèrsia
El 2010, l'autodenominat historiador Don Shelton va fer algunes afirmacions sobre els mètodes amb els quals Hunter, el seu germà John i el seu professor i competidor William Smellie podrien haver obtingut cossos per al seu treball anatòmic.
En un article d'opinió no revisat per altres iguals al  Diari de la Royal Society of Medicine, va suggerir que els dos metges van cometre múltiples assassinats de dones embarassades per tal d'accedir a cadàvers per poder experimentar en dissecció anatòmica i fisiològica.
Va suggerir que hi havia una concordança inadequada entre l'oferta i la demanda de cadàvers embarassats i que els dos metges haurien d'haver encarregat alguns assassinats per tal de dur a terme el seu treball.

## Embalsamament

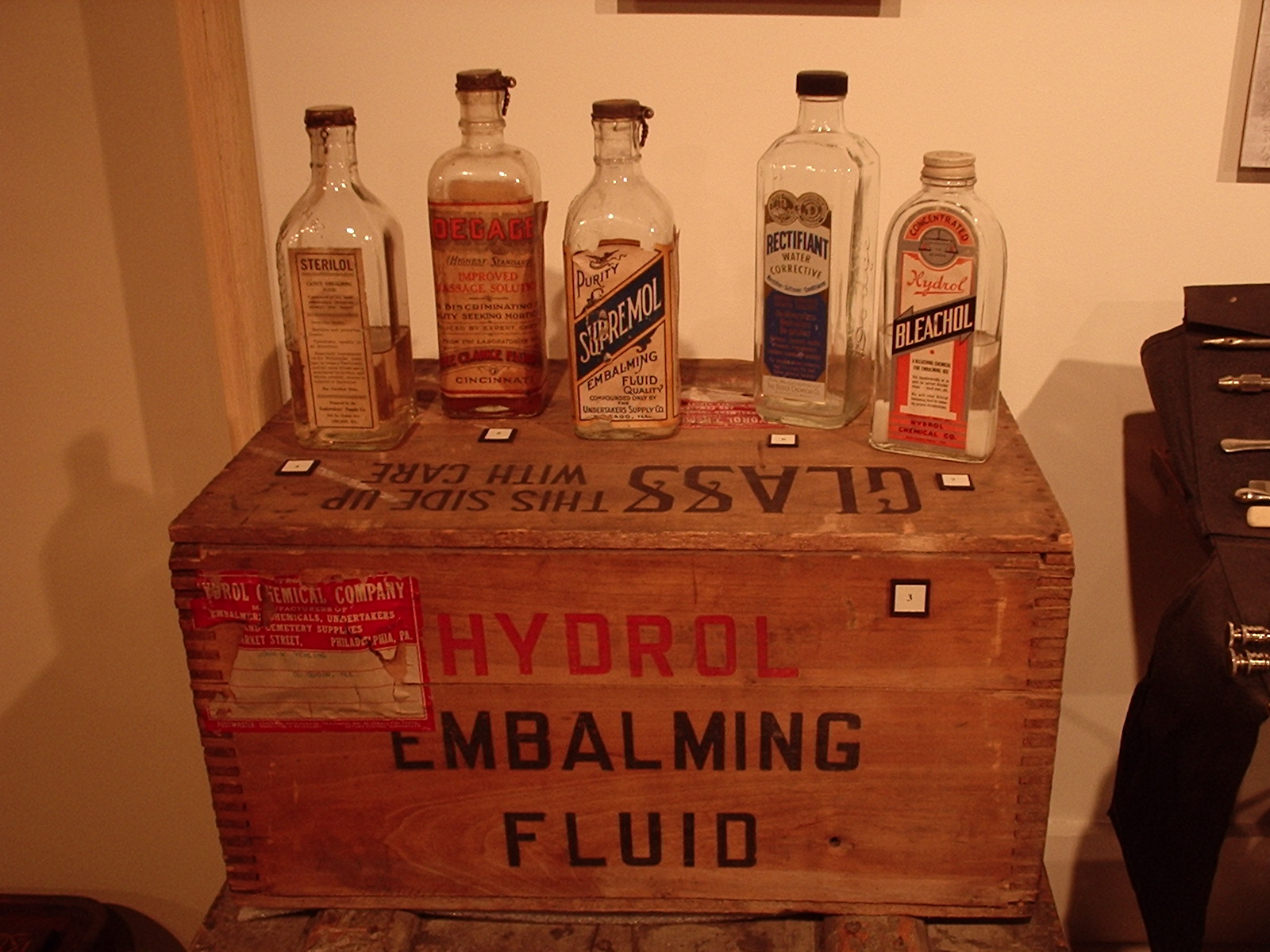
William Hunter va desenvolupar i popularitzar la tècnica moderna d'embalsamament arterial a finals del.

Als Estats Units, l'època de la Guerra Civil va provocar un interès per embalsamar i es va fer molt comú a tota la nació.
El modern mètode d'embalsamament consisteix en la injecció de diverses solucions químiques a la xarxa arterial del cos per desinfectar principalment i retardar el procés de descomposició. William Harvey, el metge anglès del segle xvii, que va ser el primer a detallar el sistema de la circulació sanguínia, va fer els seus descobriments injectant solucions de colors als cadàvers.
William Hunter va ser el primer en desenvolupar i popularitzar la tècnica moderna d'embalsamament arterial com a nou mètode dins l'art d'embalsamar com a part de la pràctica mortuòria. Va escriure un informe molt llegit sobre els mètodes adequats per a l'embalsam arterial i de cavitats per tal de preservar els cossos per a l'enterrament. El seu germà, John Hunter, va aplicar aquests mètodes i va anunciar els seus serveis d'embalsamament al gran públic des de mitjan segle xviii.
Un dels seus clients més notoris fou el dentista Martin Van Butchell. Quan la seva esposa Maria va morir el 14 de gener de 1775, va decidir tenir-la embalsamada i convertir-la en una atracció per atreure més clients. Hunter va injectar el cos amb conservants i additius de color que feien brillar amb un cert resplendor les galtes del cadàver, va substituir els seus ulls per ulls de vidre i la va vestir amb un vestit de cordó fi. El cos fou llavors incrustat en una capa de guix de París dins d'un taüt amb una tapa de vidre.

## Obres més importants
- Medical Commentaries . Londres, 1762 (2 v.)
- Anatomy of the human gravid uterus . Londres, 1775

## Bibliografia

Anatomia uteri humani gravidi tabulis illustrata

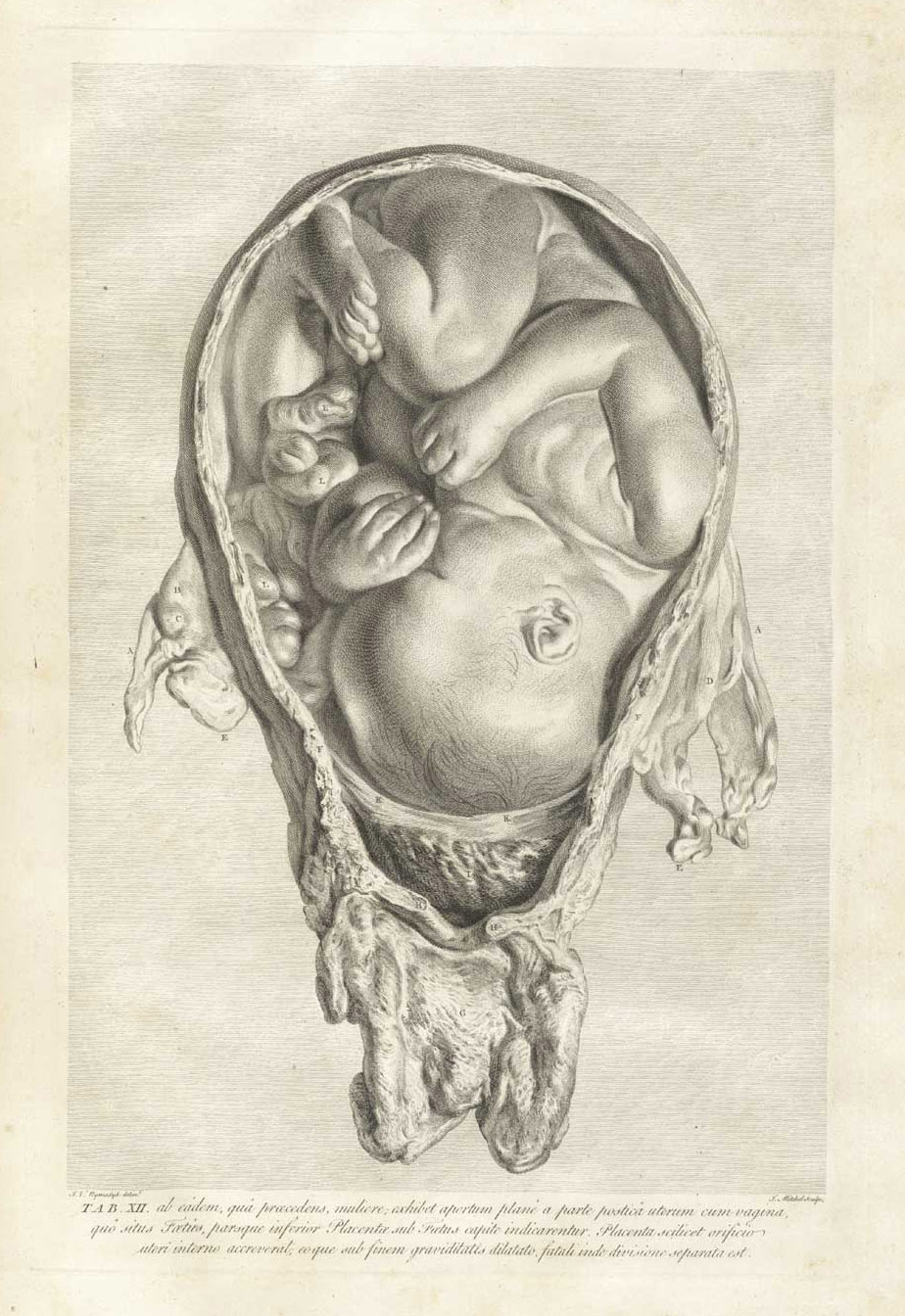
Pàgina impresa a l'obra Anatomy of the Human Gravid Uterus